# هورلوک (مریلند)
هورلوک (به انگلیسی: Hurlock) شهری در ایالت مریلند کشور ایالات متحده آمریکا است که جمعیت آن در سرشماری سال ۲۰۱۰ میلادی، ۲٬۰۹۲ نفر بوده‌است.